# 阮福綿宦
阮福綿宦（越南语：／，1826年8月31日—1839年1月13日），越南阮朝明命帝第三十四子，生母貴人杜氏心。生於明命七年七月二十八日（1826年8月31日），明命十九年十一月二十八日（1839年1月13日）去世，壽十三歲，列祀展親祠。
他是美寧公主阮玉嘉節的同母弟，鎮靖郡公阮福綿寅、錦江郡公阮福綿𡩄、保安郡公阮福綿客、建豐郡公阮福綿𡧽、沛恩公主阮玉良貞、明命帝第四十五女（未命名）的同母兄。